# Shiing-Shen Chern
Pour les articles homonymes, voir Shen.
Shiing-shen Chern (chinois : 陳省身 ; pinyin : Chén Xǐngshēn), né le 26 octobre 1911 à Jiaxing et mort le 3 décembre 2004 à Tianjin, est un mathématicien chinois, et naturalisé américain, considéré comme un des meilleurs spécialistes de la topologie différentielle et de la géométrie différentielle au XXe siècle.
Remarque de prononciation : l'écriture Chern utilise la translittération Gwoyeu Romatzyh, dont le r ne se prononce pas et indique seulement que la syllabe considérée est prononcée au deuxième ton.

## Biographie

### Enfance
Chern est né à Jiaxing dans la province de Zhejiang. Il rejoignit son père à Tianjin en 1922, et commença ses études à l'université de Nankai. Il fut étudiant à l'université de Tsinghua de 1931 à 1934, travaillant sur la géométrie différentielle et la géométrie projective.

### Études européennes
En 1934, alors âgé de 23 ans, Chern quitta la Chine pour s'installer à Hambourg pour finir ses études doctorales jusqu'en 1936, travaillant avec Wilhelm Blaschke d'abord sur la géométrie des tissus, puis sur la théorie de Cartan-Kähler. En 1936-1937, il étudia auprès de Élie Cartan à Paris avant de retourner à Pékin comme professeur.

### Vie aux États-Unis
En 1943, Chern s'installa à l'Institute for Advanced Study à Princeton, étudiant les classes caractéristiques en topologie différentielle.
De retour à Shanghai en 1946, il fonda l'Institut mathématique de l'Academia sinica.
Il devint professeur à l'université de Chicago en 1949.
Il déménagea à l'université de Californie à Berkeley en 1960. Il obtint la nationalité américaine l'année suivante. Il fonda le MSRI en 1981, et en fut le directeur jusqu'en 1984. Shiing-Shen Chern est devenu membre étranger de la Royal Society le 27 juin 1985.
En 1985, il fonda l'Institut de mathématiques de l'université de Nankai, à Tianjin, où il mourut en 2004, à l'âge de 93 ans.

## Recherche
Son travail est fondamental en géométrie différentielle. On lui doit la théorie de Chern-Simons. Il publia des résultats en géométrie intégrale, et sur les sous-variétés minimales. Dans la suite des travaux d'Élie Cartan, il s'intéressa à la méthode du repère mobile.
Chern suggéra que les métriques de Finsler joueraient un rôle central dans les mathématiques du XXIe siècle.

## Récompenses
- Lauréat de la National Medal of Science en 1975
- Prix Wolf en 1984
- Prix Shaw en mai 2004

## Hommages
- Son nom a été donné à l'astéroïde 29552 Chern.
- Le Congrès international des mathématiciens, qui se réunit tous les 4 ans, décerne un prix de 250 000 $ et une médaille qui portent son nom.